# Gruta de Lombrives
La gruta de Lombrives (en francés: Grotte de Lombrives) es una cueva de Francia situada en Ussat-les-Bains, entre los valles de Vicdessos y el Ariège, al sur de Tarascón. 
La red subterránea de Lombrives es la mayor de Europa (así está inscrita en el Libro Guinness de los récords), con muchos kilómetros de galerías y extendiéndose por siete niveles diferentes. Lombrives sobrecoge por sus espectaculares cavidades, como la llamada Sala de la Catedral, que posee un volumen equivalente a Notre Dame de París.
La gruta ha servido de refugio a los humanos durante miles de años, tal y como demuestran las inscripciones y grafiti que cubren las paredes, cuyo significado aún no ha sido descifrado.

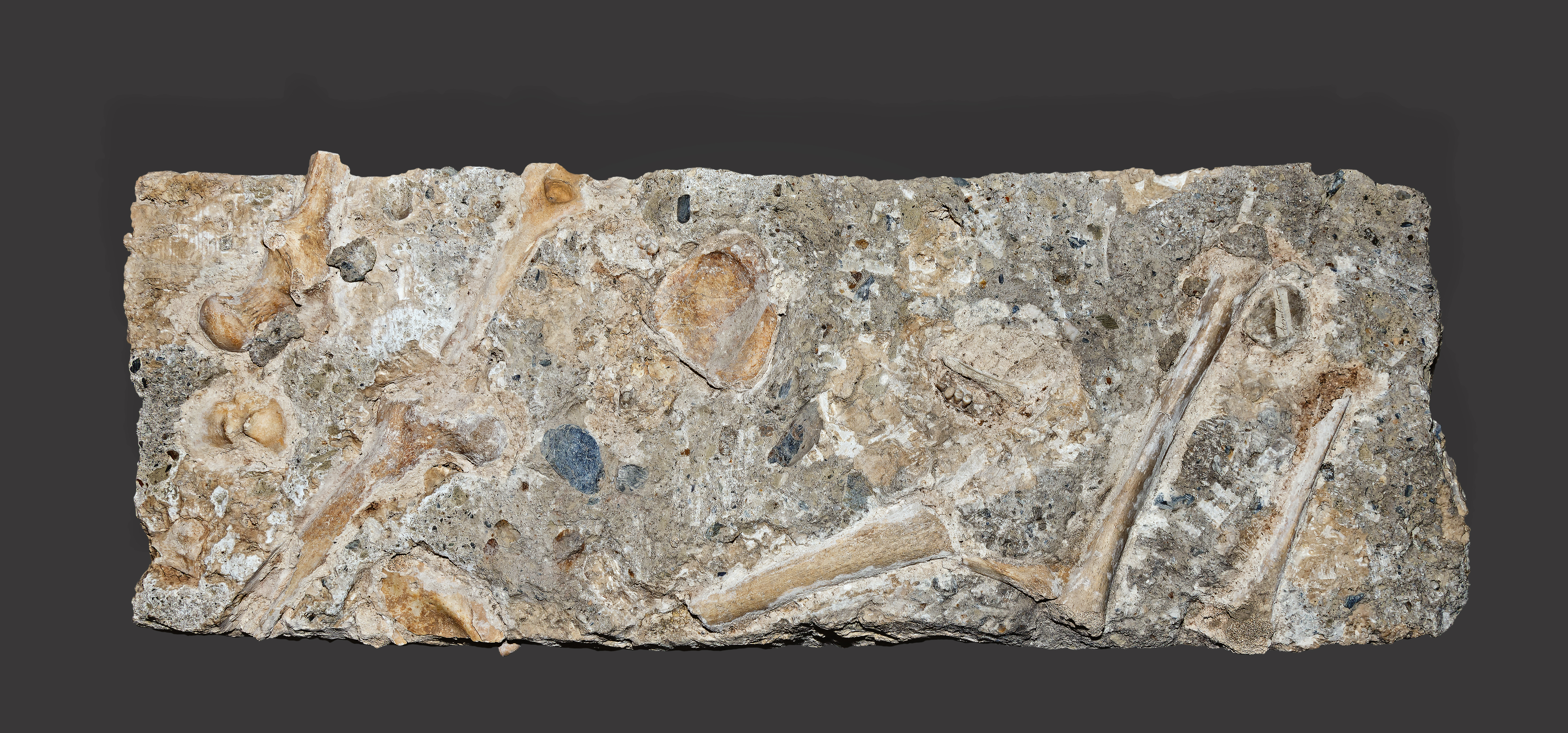
Homo sapiens Edad del Bronce, Noulet 1882 MHNT